# Karl Scharizer

Karl Scharizer

Karl Scharizer, auch Scharitzer (* 30. Juli 1901 in Freistadt, Oberösterreich; † 9. Juli 1956 in Wien) war ein österreichischer Politiker (NSDAP) und SS-Führer.

## Leben und Wirken
Karl Scharizer war der Sohn des Bauern Theodor Scharizer. Nach dem Besuch der Volksschule und des Gymnasiums in Freistadt beendete er seine Schullaufbahn 1920 mit der Matura. Danach studierte er an der Universität Graz Lehramt mit dem Hauptfach Chemie, konnte jedoch aus finanziellen Gründen das Studium nicht abschließen. Von 1927 bis 1932 war er als Hilfsarbeiter für die Alpine-Montan-Gesellschaft in Eisenhütte Donawitz tätig.
Politisch betätigte sich Scharizer ab 1921 zunächst bei der DNSAP. Er gehörte von 1922 bis 1925 dem Vaterländischen Schutzbund, der später in der SA aufging, an. Danach war er 1925 Leiter der nationalsozialistischen Jugend in der Steiermark und 1925/26 Gaugeschäftsführer der Hitlerjugend in Graz. Am 3. November 1927 trat er der NSDAP bei (Mitgliedsnummer 81.656). Für die Partei war er von 1927 bis 1930 in Leoben Oberkassenwart und danach bis 1932 Ortsgruppenleiter in Trofaiach. Im Mai 1932 wurde Scharizer Gauleiter der NSDAP in Salzburg.
Von 1930 bis 1933 gehörte er dem Gemeinderat in Donawitz an. Im Dezember 1932 wurde er in den Bundesrat von Österreich berufen, dem er bis zum 5. September 1933 angehörte. Nach dem NSDAP-Verbot in Österreich war er bereits im Juli 1933 ins Deutsche Reich gezogen. Dort führte er seine Tätigkeit als Gauleiter Salzburgs illegal fort und 1934 wurde ihm die österreichische Staatsbürgerschaft aberkannt. Nach dem Juliputsch 1934 war er ab 1935 für das NSDAP-Flüchtlingshilfswerk in Berlin sowie die Reichsorganisationsleitung der Partei in München tätig. Von 1936 bis 1938 leitete er das Amt für Vermittlung und Betreuung des „Österreichischen Hilfswerks“. Zum 30. Januar 1937 trat Scharizer im Rang eines SS-Oberführers der SS bei (SS-Nummer 279.370), er erreichte dort Ende Januar 1941 den Rang eines Brigadeführers.
Nach dem Anschluss Österreichs saß Scharitzer von April 1938 bis zum Ende der NS-Herrschaft im Frühjahr 1945 als Abgeordneter für das Land Österreich im nationalsozialistischen Reichstag. Ab 1938 war Scharizer auch stellvertretender Gauleiter von Wien und verblieb in dieser Funktion bis zum Kriegsende im Mai 1945. Scharizer war in dieser Funktion in antijüdische Maßnahmen wie Deportationen und Arisierungen involviert. Im Zuge des fehlgeschlagenen Staatsstreiches vom 20. Juli 1944 wurde Scharizer durch Wehrmachtsoffiziere kurzzeitig festgesetzt. Bei Kriegsende war er beim Volkssturm.
Nach Kriegsende befand er sich bis 1955 in sowjetischer Internierung und war in Österreich ein gesuchter Kriegsverbrecher. In Abwesenheit wurde er im August 1949 vom Volksgericht in Wien zu Vermögensverfall verurteilt, das Verfahren später jedoch eingestellt. Nach seiner Rückkehr musste er sich in Österreich wahrscheinlich nicht vor Gericht verantworten, möglicherweise weil seine Ehefrau während seiner Abwesenheit beim Bundespräsidenten ein Gnadengesuch eingereicht hatte.
Er wurde am Hietzinger Friedhof bestattet.